# Supergirl (canción de Hannah Montana)
«Supergirl» es una canción pop de la cantante y actriz Miley Cyrus, actuando como Hannah Montana —el alter ego de Miley Stewart— un personaje que interpretó en la serie de televisión de Disney Channel Hannah Montana. Kara DioGuardi, en colaboración con Daniel James, la compusieron y Dreamlab la produjo. Walt Disney Records publicó «Supergirl» el 28 de agosto de 2009, como el primer y único sencillo de la tercera banda sonora de la serie Hannah Montana 3. Una versión en karaoke está disponible en Disney's Karaoke Series: Hannah Montana 3. La canción se caracteriza por los elementos de dance pop en su composición musical y contiene letras respecto a las bajadas del estrellato pop.
Recibió comentarios variados de los críticos de la música y recogió resultados comerciales promedio para Cyrus en varios países, en comparación con sus anteriores trabajos como Montana. En los Estados Unidos, alcanzó el puesto número cinco en el Bubbling Under Hot 100 Singles. Marcó la primera entrada de Cyrus como Montana en Austria, y alcanzó el puesto número cincuenta y ocho en el Austrian Singles Chart. Un vídeo musical de «Supergirl» fue lanzado tomados de imágenes de un concierto.

## Antecedentes y composición
Kara DioGuardi, quien compuso un total de cuatro canciones de Hannah Montana 3, y Dan James compusieron «Supergirl». Una versión en karaoke está disponible en Disney's Karaoke Series: Hannah Montana 3. «Supergirl» se filtró en Internet en noviembre de 2008, junto con otras seis canciones del álbum. La canción primero se estrenó en Radio Disney el 2 de julio de 2009, a fin de promover la banda sonora y posteriormente fue publicada como el primer y único sencillo de Hannah Montana 3 el 28 de agosto de 2009.
«Supergirl» es una canción pop con una duración de dos minutos y cincuenta y cinco segundos. Según Allmusic, contiene elementos dance pop y teen pop en su música, mientras que Mikael Wood de Entertainment Weekly citó el rock como su principal influencia. Peter Larsen de The Orange County Register la describió como un número dance pop muy movido. La canción se establece en un compás de 4/4, con un ritmo de rock moderado. Está compuesta en la tonalidad de do mayor y sigue la progresión de acordes la menor11-fa7-do-sol. Warren Truitt de About.com interpreta la letra de «Supergirl» acerca de las bajadas del estrellato pop. Larsen cree que la línea «You just wanna be like me» («Solo quieres ser como yo») era una representación de Cyrus como «una chica super duper».

## Recepción

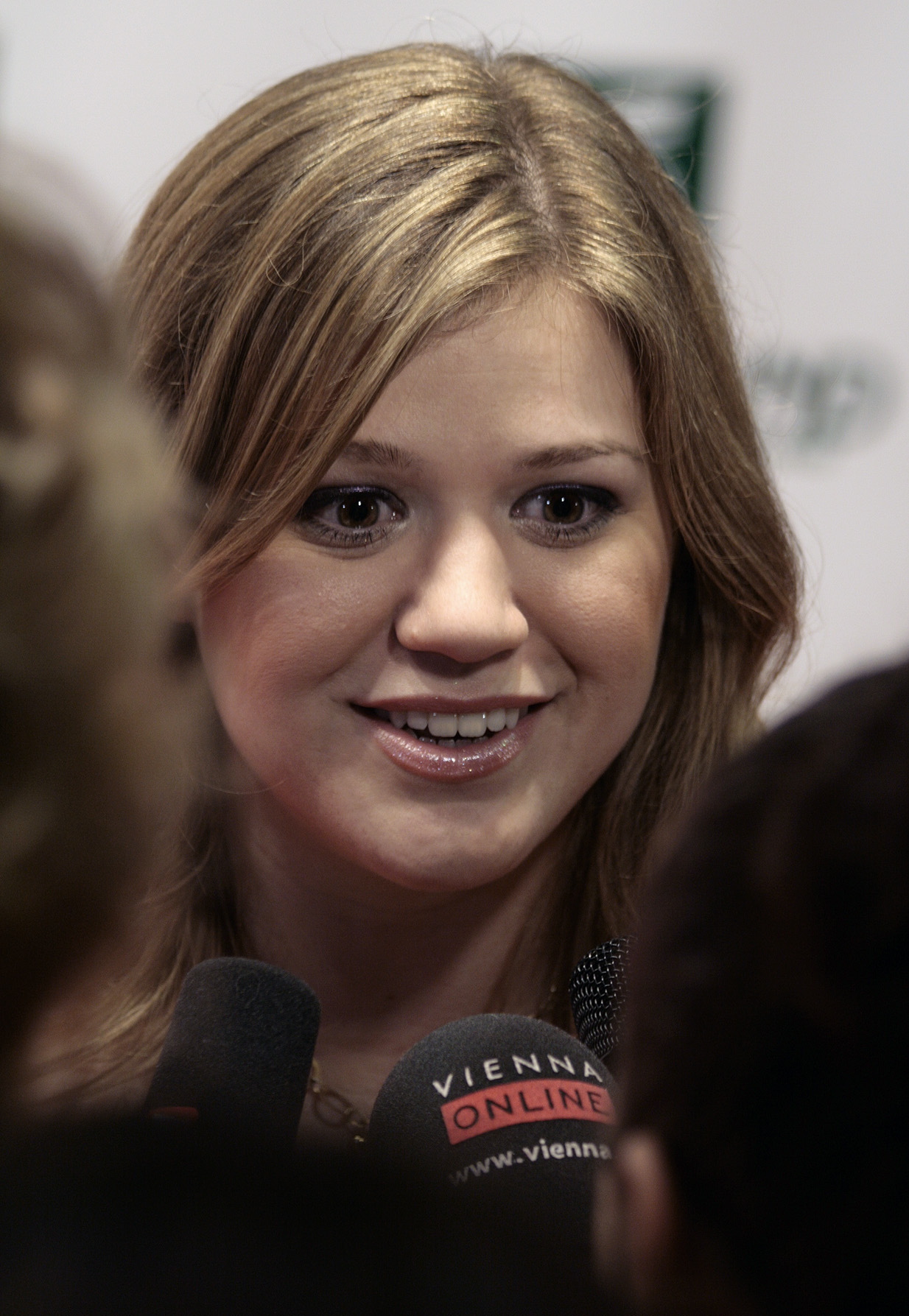
El crítico Mikael Wood de Entertainment Weekly comparó el estilo de la canción con Kelly Clarkson (foto).

### Crítica
«Supergirl» recibió comentarios variados de los críticos de la música. Heather Phares de Allmusic dijo: «Esa sensación de familiaridad se extiende a las canciones que no han aparecido en ningún otro lugar. Si este es el lado feliz de Hannah ("It's All Right Here", "Supergirl") [...] suenan muy parecido a los que vinieron antes que ellos». Warren Truitt de About.com estuvo de acuerdo, pero comentó: «La canción puede ser un poco molde, pero al menos los compositores se dan cuenta de su audiencia y entregan las mercancías». Mikael Wood de Entertainment Weekly comparó el estilo de la canción con Kelly Clarkson. Mientras revisaba un concierto antes del lanzamiento de la banda sonora, Peter Larsen de The Orange County Register predijo que sería lanzado como un sencillo y sería popular entre los niños, sin embargo, «saturaría los oídos de los padres por un mes o dos».

### Comercial
«Supergirl» recibió airplay exclusivamente en Radio Disney, por lo tanto sus apariciones en las listas consistían principalmente de descargas digitales. En la semana del 25 de julio de 2009, «Supergirl» debutó en el puesto número cinco en la lista Bubbling Under Hot 100 Singles, tras el lanzamiento de Hannah Montana 3. En la semana del 11 de septiembre del mismo año, alcanzó el puesto número cincuenta y ocho en el Austrian Singles Chart, y marcó la primera aparición de Cyrus en el país como Montana. Junto con su lado B, «Every Part of Me», el sencillo alcanzó el número cuarenta y dos en el German Singles Chart.

## Interpretación en directo
El 10 de octubre de 2008, Cyrus, vestida como Montana, estrenó «Supergirl» junto con otras ocho canciones en la grabación del concierto para la tercera temporada de Hannah Montana, realizado en el Anfiteatro de Verizon Wireless, Irvine, California. La actuación comenzó con la cantante, vestida con una camisa blanca y una camiseta tie-dye rosa, pantalones blancos, chaqueta de cuero de color rosa y gafas de sol de gran tamaño. Comenzó su interpretación sentada en un banco, frente a un espejo, con bailarinas aplicándole maquillaje y asistiéndola. Luego se levanta y deambula por el escenario para cantar después. Peter Larsen de The Orange County Register lo llamó uno de los «aciertos de la noche». La actuación fue estrenada posteriormente como el vídeo musical de la canción el 2 de julio de 2009, en Disney Channel, para promover Hannah Montana 3.

## Lista de canciones
- Descarga digital

| EE.UU / CD de vinilo / Descarga digital |                                        |          |  |
| N.º                                     | Título                                 | Duración |  |
| 1.                                      | «Supergirl» (versión del álbum)        |          |  |
| 2.                                      | «Supergirl» (instrumental)             |          |  |
| 3.                                      | «Every Part of Me» (versión del álbum) |          |  |

- Sencillo en CD

| Sencillo en CD 2-Track lanzado en Estados Unidos |                                        |          |  |
| N.º                                              | Título                                 | Duración |  |
| 1.                                               | «Supergirl» (versión del álbum)        |          |  |
| 2.                                               | «Every Part of Me» (versión del álbum) |          |  |

## Posicionamiento en listas

### Semanales
| País (Lista 2009) | Mejor posición |
| ----------------- | -------------- |
| Alemania          | 42             |
| Austria           | 58             |
| Estados Unidos    | 5              |